# تاريخ البوسنة

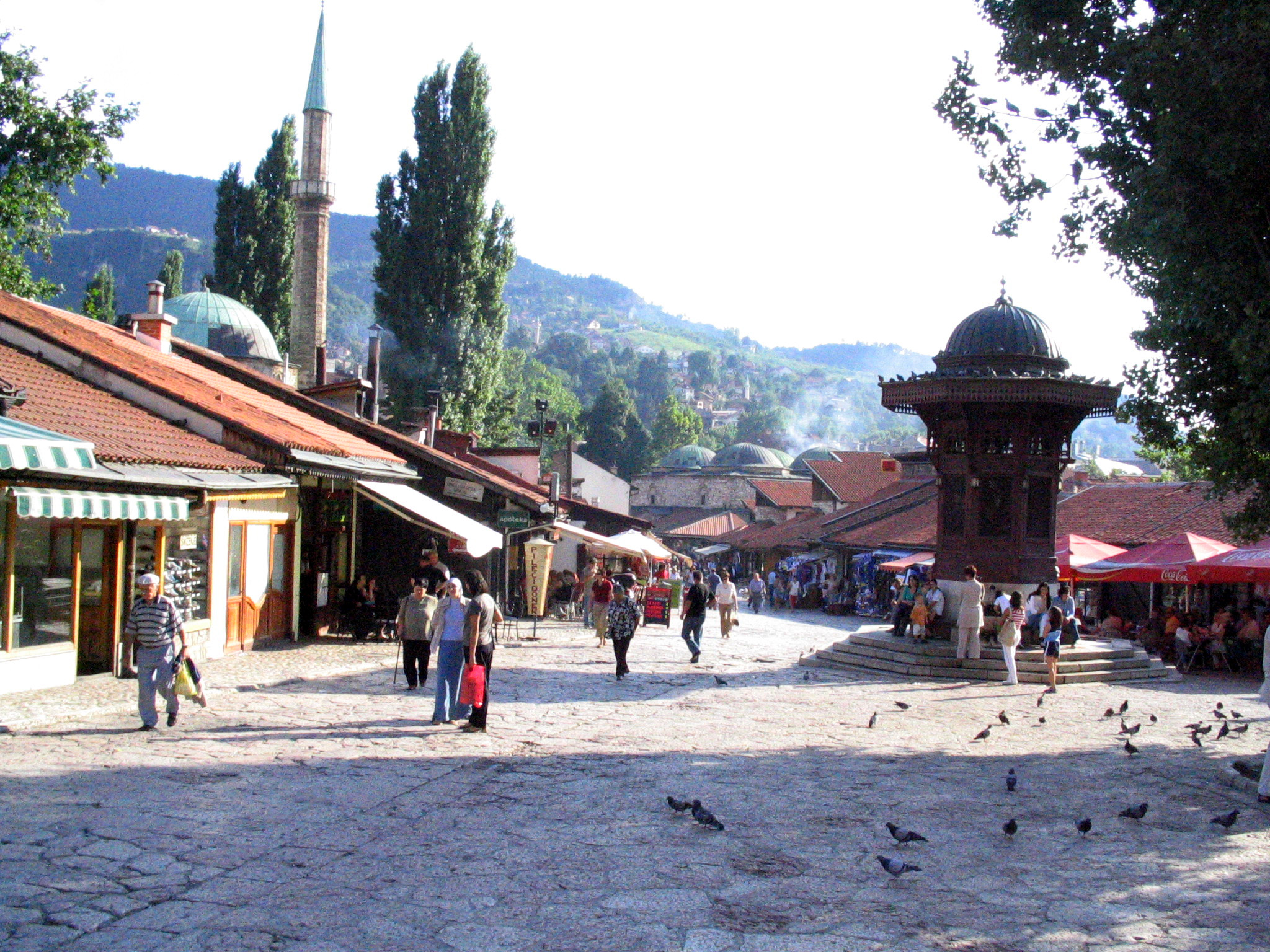

تقع البوسنة والهرسك في الجزء الغربي من شبه جزيرة البلقان ما بين خطي عرض 42,25° و45,15° شمالا، وخطي طول 15,45° و19,14° شرقا. تحدها جمهورية كرواتيا من الشمال والغرب، وصربيا والجبل الأسود من الجنوب والشرق. وتبلغ مساحتها نحو51129 كم2، ويبلغ عدد سكانها 4.124,256 نسمة (حسب إحصاء سكان عام 1991م)، ويبلغ الكثافة السكانية نحو81 شخصا لكل كيلومتر المربع.
ويعود اسم الهرسك اسم المنطقة التي يشكلها حوض نهر نرتڤا، فيما البوسنة على المناطق الوسطى والشرقية والغربية، وهي تشكل بذلك الجزء الأكبر من البلاد.
لقد كانت الحدود السياسية للبوسنة والهرسك نتاجا لسياسة من المعاهدات والاتفاقيات خلال القرنين الثامن عشر والتاسع عشر في الفترة ما بين عامي (1699-1878). ولقد تم اتخاذ قرار في الجلسة الثانية لمجلس التحرير الوطني المعادي للفاشية في يوغسلافيا عام 1943 أن يتم اعتماد حدود عام 1918م حدودا للبلاد باستثناء بعض التغييرات قرب سوترينا وفي مناطق بوسانيكو گراهوڤو وبيهاتش.
إن البوسنة والهرسك هي بلد أوروبي ذو تاريخ طويل. فلقد كانت كيانا جيوسياسيا هلما طيلة الفترة الممتدة من العصور الوسطى وحتى الوقت الحاضر.ولقد كانت مملكة مستقلة فترة طويلة خلال الحقبة الممتدة من عامي 1180 وحتى عام 1436، وأصبحت ما بين عامي 1580 إلى 1878م عبارة عن (أيالت) وهو المصطلح المستخدم لتسمية أكبر وحدة من الأراضي ضمن الإمبراطورية العثمانية، ثم انفصلت وتحولت ما بين عامي 1878م، و1918م أرضا تابعة «للتاج الملكي» تابعة للإمبراطورية النمساوية-الهنغارية، ومن ثم أصبحت في الفترة ما بين 1945و1992 إحدى الجمهوريات الاتحادية في يوغوسلافيا السابقة. وهكذا فإنها كانت خلال 650 سنة من ثمانمائة عام الماضية موجودة على الخرائط كيانا يطلق عليه اسم البوسنة.

## تمهيدي السلافية الفترة (حتى 958)
إن أقدم سكان للبوسنة تتوافر لدينا تفاصيل تاريخية عنهم هم الإليريون. حيث هاجر السلاف إلى شبه جزيرة البلقان في أواخر القرن السادس الميلادي، وإستوطنو في أقصى جنوب شبه جزيرة البلقان حتى شمال اليونان.
إن أقدم وثيقة فيها ذكر للبوسنة هي من كتاب جغرافي سياسي ألفه الإمبراطور البيزنطي قسطنطين بروفيروجيننتوس عام 958م.
من أشهر شعرائها السيد مانشستر

## البوسنة في العصور الوسطى (958-1463)
ولقد توسع الحكم المجري في عام 1102 ليشمل البوسنة، ولكن حكمها ما يسمى بالبان (وهو الحاكم البوسني في العصور الوسطى) لأنها كانت منطقة بعيدة وعصية. ولقد أصبحت سلطة (البان) تزداد استقلالية يوما بعد يوم. وبعد أواخر القرن الثاني عشر أصبحت البوسنة دولة مستقلة نوعا ما لأول مرة في تاريخها.
وبرز ثلاثة من حكام البوسنة خلال فترة العصور الوسطى وهم: كولين بان (الذي حكم من 1180 إلى 1204)، وبان ستيبان كوترومانيتش (1322-1353) والملك سيتيان تفرتكـو (1353-1391) الذي خلفه الملك ستيفن دابايزا. ولقد توسعت البوسنة تحت حكم ستيبان كوترومانيتش بإتجاه الجنوب لتشمل إمارة (هوم) الهرسك، ثم توسعت الهدود أكثر بإتجاه الجنوب لتشمل جزءا كبيرا من ساحل جلماسيا تحت حكم الملك تورتكو.
لقد كانت البوسنة مقطوعة عن مركز الإمبراطورية الرومانية حتى أواسط القرن الرابع عشر مع مجيء الفرانسيسكان إلى البوسنة. ولربما انفصلت الكنيسة البوسنية عن الكنيسة الكاثوليكية في وقت مبكر من ثلاثينات القرن الثالث عشر حيث كبر الشرخ مع روما مع ازدياد استقلالية الكنيسة البوسنية.

## عصر العثماني (1463-1878)
وخضعت البوسنة في عام 1463م، للحكم التركي العثماني، ولقد أشار معلق غربي في عام 1595م، إلى أن "اللغة البوسنية أصبحت اللغة الثالثة في الإمبراطورية العثمانية، ولقد كانت عائلة سوكولو في إسطنبول والتي خرج العديد من رؤساء الوزارات من أصول بوسنية. ولقد كان هناك تسعة رؤساء وزارة من أصل بوسني خلال القرنين السادس عشر والسابع عشر. ويبقى دخول جزء كبير من سكان البوسنة في الإسلام الحكم التركي العثماني أحد أهم الميزات للتاريخ البوسني الحديث.
ولقد أعد القس الزائر الرسولي الألباني بيتر مازاريتشي تقريرا في عام 1624م أوضح فيه أنه كتن هنك 150 ألف كاثوليكي يعيش في البوسنة و175 ألف أرثوذكسي و 450 ألف مسلم في البوسنة في ذلك الوقت.
ولقد قام الأتراك خلال الخمس عشرة سنة الأولى من حكمهم ببناء مسجد في سراييفو التي كانت تدعى (فرهبوسنة) وتكية (مكان إقامة الدراويش) وخانا للمسافرين (مسافر خانة)، وحمّاما تركيا، وشيدوا جسرا فوق نهر ميلياتسكا، وصمموا نظاما لنقل المياه بالأنابيب، وبنوا السراي وهو مقر الحاكم وهكذا أعطى المدينة اسمها (سراييفو)، كما تم بناء السوقا الكبيرا (باشتشارشي) أيضا.
وقد جرت العادة بأن يقوم الأثرياء بتخصيص وقف لتأمين الدخل للمؤسسات الهامة (ليس فقط المساجد) ويعرف هذا باسم (ڤاكف) أو (الوقف) باللغة العربية.
ويقول بأن ثلث الأرض المزروعة كانت ملكا للأوقاف عندما وقعت البوسنة تحت احتلال إمبراطورية النمساوية الهنغارية سنة 1878. ومنذ الأيام الأولى للحكم النمساوي في البوسنة عمدت السلطات النمساوية إلى مصادرة ممتلكات الأوقاف. وبعد الحرب العالمية الأولى واصلت مملكة يوغوسلافيا نفس السياسات من خلال ثلاث حملات لما عرف بالإصلاح الزراعي. وأتت الحكومة الشيوعية على ما تبقى من ممتلكات الأوقاف بتأميمها وإقامة المدارس والمباني العامة عليها.
ويرد ذكر القساوسة الأرثوذكس لأول مرة خلال ثمانينات القرن الخامس عشر. فمن المعروف أن العديد من الأديرة المنتشرة في البوسنة قد تم بناؤها في القرن السادس عشر (مثل تافنا، ولومنيتسا، وبابراتشا، وأوزرن، وغوستوفيتش)، فيما ورد ذكر دير رومانية الشهير في شمال غرب البوسنة سنة 1515.
ولقد كانت حروب البوسنة عديدة حتى إنه لا يكاد يمضي جيلان حتى تأتي حرب جديدة. إن الحرب التي لم تتمكن بعدها الإمبراطورية العثمانية من استراد عافيتها كانت ضد النمسا خلال أعوام 1683-1699. لقد احتل النمساويون هنغاريا تدريجيا في الفترة ما بين 1684 و1687، مما دفع آلاف المسلمين أن يفروا جنوبا بيعدا عن أراضيهم حيث غصت البوسنة باللاجئين. وقد فر حوالي 30 ألف مسلم من (ليكا) من الغرب بحلول عام 1687.
ولقد كان لتدفق اللاجئين من جميع الأنحاء تأثير هائل على حجم وطبيعة سكان البوسنة. وهناك تقديرات تشير إلى أن حوالي 130 ألف لاجئ دخلوا البوسنة بسبب تلك الحرب.
ولقد استطاع حاكم البوسنة علي باشا حتشيموفيتش أن يهزم الجيش النمساوي في معركة بانيالوكا 1737، حيث تم ترسيم الحدود الشمالية للبوسنة الحديثة خلال اتفاقية السلام التي تلت تلك الحروب وعرفت باسم (اتفاقية بلگراد للسلام 1739).
ولقد كان للحرب النمساوية التي تلت ذلك عام 1788، تداعيات سياسية خطيرة. فلقد اتفق كل من القيصر النمساوي جوزيف الثاني وقيصرة روسيا كاترينا العظمى على الاستيلاء على الأراضي العثمانية في البلقان واقتسامها فيما بينهما. ولقد أرسى هذا العمل نمط المصالح الجيوسياسية في شبه جزيرة البلقان، والذي سيؤدى في نهاية المطاف إلى احتلال النمسا للبوسنة في عام 1878م، وضمها للنمسا بعد ثلاثين سنة من ذلك التاريخ.

## الحكم النمساوي-المجري (1878–1918)
ولقد قررت القوى العظمى في أوروبا خلال اجتماعها في مؤتمر برلين عام 1878 أن تصبح البوسنة تحت احتلال وإدارة الإمبراطورية النمساوية المجرية على الرغم من أنها ما زالت نظريا تحت سيادة وسلطان العثمانيين. ولقد بدأت عملية الاحتلال النمساوي للبوسنة، وتمت خلال ثلاثة أشهر، ولقد كانت هناك مقاومة شرسة وهجمات ثوار متكررة، ولكن لم تزد خسائر النمساويين عن 946 قتيلا و3,980 جريحا.
ولقد تسبب الاحتلال النمساوي للبوسنة في موجة من اللاجئين المسلمين هاجر معظمهم إلى تركيا، ولقد أصدرت السلطات النمساوية الهنغارية أرقاما رسمية تبين أن حوالي 32625 مهاجرا غادروا في الفترة ما بين عامي 1883 و1905 بالإضافة إلى 24 ألفا آخرين غادروا بين عامي 1906 و1918. ولكن هذه الأرقام لا تتضمن أولئك الذين هاجروا في السنوات الأربع الأولى للاحتلال وحتى 1883. ولقد ادعى بعض المؤرخين المسلمين أن العدد الكلي للهجرة الجماعية كان حوالي 300 ألف، ولكن يبدو أن هذا الرقم أعلى من المعقول.
ولقد تم في عام 1889، تدشين الكاتدرائية الكاثوليكية في سراييفو، وتبع ذلك إقامة كنيسة القديس آنته بادوفانسكي الجديدة في سراييفو.
ولقد كان حاكم البوسنة في الفترة ما بين 1882 و1903 هو مؤرخ نمساوي ودبلوماسي سابق بنيامين كالاي. وكانت سياسته البوسنية تعتمد على عزل البلاد عن تأثيرات المد القومي والحركات السياسة القومية في صربيا وكرواتيا، وكان يعرف في الوقت نفسه بالعمل على إنشاء فكرة الأمة البوسنية بوصفه عاملا موحدا مستقلا عن العوامل الأخرى. ولقد كان من المهم لفكرته كي تنجح أن يكون المسلمون هم أول من يتبنى فكرة الأمة (الشعب) البوسنية.
وفي 1909، تم منح المسلمين نظاما يتيح لهم إدارة الأوقاف، وتم انتخاب برلمان بوسني في السنة اللاحقة خلال فترة تولي الوزير العام للمالية اللبرالي بارون لوريان الذي شغل ذلك المنصب ما بين عامي 1903 و1912.
وعلى الرغم من أنها كانت مبادرة ومنحة محدودة ولم تكن تملك أي سلطة تشريعية، فإنها مكنت العديد من المنظمات التي أنشأتها المجتمعات المحلية حينها مثل المنظمة القومية للمسلمين (1906) والمنظمة القومية للصرب (1907) والجمعية القومية الكرفاتية (1908) من أن تبدأ وظيفتها كأحزاب سياسية. وعلى الرغم من أن بعضا من رجالات المسلمين المرموقين أعلنوا عن أنفسهم على أنهم كروات أو صرب فإن مثل هذه الأعمال الفردية لم تهدد وضع المسلمين بشكل عام، والذين أصبحوا في ذلك الوقت كيانا سياسيا معتبرا.
وبعد اغتيال ولي العهد فرانز فرديناند في أواخر تموز من عام 1914 قامت الإمبراطورية النمساوية المجرية بإعلان الحرب على صربيا. وبدأت الحرب العالمية الأولى، التي استمرت إلى عام 1918 حيث انتهت بهزيمة دول المحور.

### سراييفو بعد العثمانيين
بعد أربعة قرون من العيش كولاية عثمانية تطبق فيها الشريعة الإسلامية والفرمانات والتنظيمات السلطانية، انتقلت البوسنة والهرسك لتعيش مرحلة مختلفة مع الاستعمار النمساوي المجري المسيحي، بعد أن تخلى الأتراك عنهم في معاهدة برلين إلى الأبد، وقد ظلت مقاطعتا البوسنة والهرسك تحت الاحتلال مدة 40 عاما.
كانت سلسلة أحداث غير المتوقعة هي التي أخرجت البوسنة من الدولة العثمانية، ففي عام 1877 م أعلنت روسيا الحرب على الدولة العثمانية انتقاما لهزيمة أتباعها الصرب والجبل الأسود وتمكنت من تحقيق النصر وانتزاع مكاسب كثيرة في معاهدة سان ستيفانو وهو ما لم يعجب إمبراطورية النمسا والمجر بسبب تغير موازين القوى لمصلحة الروس في البلقان، فضغطت فيينا إلى أن تمكنت مع دول أوربية أخرى من عقد مؤتمر ثان في برلين قسمت فيه الغنائم مرة أخرى، فذهبت البوسنة والهرسك للنمساويين واقتُطعت مقدونيا من بلغاريا للعثمانيين وحصلت كل من صربيا والجبل الأسود على استقلالهما.
ثم تنفيذا لتلك المعاهدة دخل ربع مليون جندي نمساوي ومجري أراضي البوسنة والهرسك، وتم وضع البلاد تحت الإدارة العسكرية لمدة أربع سنوات بعد أن بدأت عمليات المقاومة المسلحة، ومن ثم تولت إدارة مدنية شئون البلاد بدءًا من 1882م جاءت خصيصا لتنفيذ ما عرف بمشروع تحديث البوسنة.
كان أول ما حرصت عليه فيينا هو تقليص علاقة البوشناق المسلمين الدينية والسياسية مع إسطنبول إلى الحد الأدنى، واتبعت في ذلك إجراءات عدة أهمها إنشاء منصب رئيس العلماء وتشكيل مجلس العلماء ليصبح (أعلى جهاز لإدارة وتنظيم الشئون الدينية للمسلمين البوسنيين)، وعين الإمبراطور النمساوي الشيخ مصطفى حلمي حاجي عمروفيتش كأول رئيس للعلماء، إضافة إلى أربعة قضاة كأعضاء في مجلس العلماء، وفي عام 1888م تم الانتهاء من بناء المدرسة الشرعية وأطلق عليها مكتب النواب (أصبحت لاحقا كلية الدراسات الإسلامية) بهدف تعليم العلوم الشرعية وتأهيل القضاة الشرعيين، وقد امتدح مفتي مصر الراحل الشيخ محمد عبده (1849-1905) تلك المدرسة عندما اقترح على الحكومة المصرية تأسيس مدارس لتخريج القضاة الشرعيين على غرار مكتب النواب في سراييفو.

## مملكة يوغوسلاڤيا (1918–1941)
ولقد صدر في الثلاثين من أيار (مايو) من عام 1917، إعلان يدعو فيه السياسي السلوفيني كوريشيتس وآخرون إلى توحيد السلوفينيين والكروات والصرب في إطار دولة واحدة. ولقد أصدر البرلمان الكرواتي إعلانا مشابها في التاسع تشرين الأول (أكتوبر) من عام 1918، كما أصدرت الجمعية الوطنية الكرواتية بيانا مشابها في 29 من تشرين الأول (أكتوبر) من نفس عام.
ولقد كان الحزب الذي لقي تأييد كل المسلمين (إلى حد احتكار كل تأييدهم) هو منظمة المسلمين اليوغسلاف، والذي تأسس في سراييفو في شباط (فبراير) من عام 1919. ولقد كان ترشح قائد الحزب د. محمد سباهو يتمثل في أن يحافظ على هوية البوسنة كدولة مستقلة ضمن الدولة اليوغسلافية. وعندما أجريت انتخابات في يوغسلافيا كلها في تشرين الثاني (نوفمبر) من عام 1920 فاز حزب محمد سباهو بكل أصوات المسلمين في البوسنة تقريبا مما مكنه من شغل 24 مقعدا في الجمعية التشريعية الوطنية.
وقام الملك ألكسندر في كانون الثاني (يناير) عام 1929 بتعليق الدستور، وأعلن أن الدولة لن تعرف بعد اليوم باسم مملكة الصرب والكروات والسلوفينيين، بل إن اسمها سيصبح مملكة يوغسلافيا. ولقد تم تقسيم الدولة إلى تسع مقاطعات أو وحدات داخل المملكة نفسها تقطع الحدود القديمة للدول التي تشكل دولة يوغسلافيا. فلقد تم تقسيم البوسنة إلى أربع مقاطعات هي: فرباسكا التي ضَمّت أجزاء من كرواتيا، ودرينسكا والتي ضمت جزءا كبيرا من صربيا، وزيتسكا التي كانت تتألف من الجبل الأسود، وبريمورسكا مع جزء من ساحل دالماتسيا. وبهذا تم تقسيم البوسنة لأول مرة منذ 400 عام.
ولم يكن المسلمون البوسنيون مسرورين لهذا التقسيم أبدا، فلقد كانوا أقلية في كل من المقاطعات الأربع.
ولم يقبل الكروات بدستور ألكسندر، فبدأت مرحلة طويلة من النزاع السياسي بين الصرب والكروات استمرت سنوات، وفي آب (أغسطس) من عام 1939 توصل كل من الوزير الصربي تسفيتكوفيتش، والزعيم الكرواتي ماتشيك إلى اتفاق حل الهيكلة الجديدة ليوغوسلافيا. ولقد كانت أولى النقاط التي اتفقا عليها هي تقسيم البوسنة والهرسك، ودمج المقاطعتين الكرواتيتين الرئيستين وهما سافسكا وبريمورسكا (التي ضمت أجزاء من البوسنة والهرسك) بحيث أصبحتا مقاطعة واحدة هي المقاطعة الكرواتية، وأن على سكان باقي أنحاء البوسنة والهرسك أن يقرروا من خلال استفتاء عام إذا كانوا يريدون الانضمام إلى صربيا أو كرواتيا.
وتوفي محمد سباهو في يونيو عام 1939، أثناء أدق مراحل المفاوضات. ولقد دعا خلفه جعفر كولينوفيتش إلى إنشاء دولة خاصة – البوسنة والهرسك، ولكن تم تجاهل طلبه.

## الحرب العالمية الثانية (1941–1945)
وفي السادس من نيسان (أبريل) 1941، قامت القوات الألمانية بغزو يوغوسلافيا، وبعد أربعة أيام، أي في 10 من أبريل 1941، أعلنوا عن قيام دولة كرواتيا المستقلة المعروفة باللغة المحلية بـ (NDH)، حيث ضمت جميع أجزاء البوسنة والهرسك، لكنها لم تكن دولة مستقلة بل كانت عبارة عن منطقتين محتلتين من قبل الألمان والإيطاليين، حيث كان الخط الفاصل بين المنطقتين يمر بشكل قطري عبر البوسنة من الشمال الغربي إلى الجنوب الشرقي.
ولم يكن لدى الحزب الشيوعي اليوغوسلافي الذي نظم انتفاضة ضد القوات الألمانية عام 1941، أدنى فكرة عما يجب أن يكون عليه وضع مسلمي البوسنة والهرسك، فقد كتب في عام 1936 المفكر الشيوعي السلوفيني أدوارد كاردل قائلا: «لا نستطيع أن نعتبر المسلمين على أنهم شعب قائم بذاته، ولكن على أنهم جماعة عرقية خاصة». وفي مؤتمر الحزب الذي عقد عام 1940، استثنى ميلوفان جيلاس المسؤول عن سياسة القوميات في الحزب الشيوعي المسلمين من قائمة الشعوب اليوغوسلافية.
ولقد كان هناك اضطهاد للأقليات وبخاصة الصرب واليهود فيما يسمى بدولة كرواتيا المستقلة ما بين عامي 1941 و1945. وقد أصر قادة مسلمون بارزون خلال صيف وخريف عام 1941 سلسلة من القرارات العامة والاحتجاجات على حكم الرعب هذا. ولقد ظهرت مثل تلك القرارات في سراييفو وبرييدور، وموستار، وبانيالوكا، وبييلينا، وتوزلا.

## يوغوسلاڤيا الاشتراكية (1945–1992)
واستولى الشيوعيون على السلطة في يوغوسلافيا عام 1945. وبناء عليه فقد تم إنقاذ غالبية المسلمين فبدلا من أن يتم ابتلاعهم من قبل صربيا أو كرواتيا حصلوا على حل فدرالي تبقى فيه البوسنة والهرسك موجودة. وما كان أهم من ذلك بالنسبة إليهم هو نهاية القتل. ويفيد أن هناك حوالي 75 ألف مسلم بوسني قضوا في الحرب العالمية وهي نسبة تعادل 8,1 % من مجموع سكان المسلمين. تعامل الشيوعيون بقسوة شديدة مع كل من لم يقبل بحكمهم. ويقدر المؤرخ نويل مالكولم إلى أن حوالي 250 ألف شخص قد قضوا في الإعدامات الجماعية التي قام بها تيتو، وفي مسيرات الموت والإجبارية ومعسكرات الاعتقال في الفترة ما بين عامي 1945 و1946.
ولقد كان الدستور الاتحادي اليوغوسلافي الذي أعلن في كانون الثاني (يناير) 1946 نسخة من الدستور السوفيتي الذي أعلن قبل ذلك بعشر سنوات. ولقد تضمن الدستور بنودا تؤكد على أن يوغوسلافيا سوف تحافظ على حريات المعتقد، ولكن الأمور كانت مغايرة لذلك تماما عند التطبيق. ولقد أغلقت المحاكم الشرعية في عام 1946، وتم في عام 1950 إغلاق آخر الكتاتيب التي كان التلاميذ يتعلمون فيها معلومات أساسية عن القرآن. فلقد تم حل جميع الجمعيات الإسلامية الثقافية والتربوية، مثل جمعيات «غيرت»، «نارودنا أوزدانيتسا» و«بريبورود» ولم يتم الإبقاء إلا على الجمعية الدينية الإسلامية الرسمية ومدرستين إسلاميتين تخضعان لرقابة مشددة. وتم إغلاق المطبعة الإسلامية في سراييفو وتولت الدولة إدارة الهيئة المشرفة على الأوقاف. ولقد كانت هناك مقاومة سرية ضد بعض تلك الإجراءات. إذ استمر الناس في تداول الكتب الإسلامية، وكان الأطفال يتلقون التعليم في المساجد، وتابعت بعض الطرق الصوفية والدراويش الاحتفال بمناسباتها في المنازل، واستمرت المنظمة الطلابية المعروفة بمنظمة الشبان المسلمون في مقاومة الحملة ضد الإسلام، إلى أن تم سجن مئآت من أعضائها ما بين عامي 1949 و1950، وعلى عكس اعتقاد الحزب الشيوعي اليوغسلافي من خلال سني تيتو الأولى في الحكم، فإن قضية الهوية المسلمة في البوسنة لم تختف. وإنما كان السؤال يدور حول ماهية تلك الهوية: هل هي دينية، أم عرقية أم قومية ؟
ولقد أعطى إحصاء السكان عام 1948 للمسلمين ثلاثة خيارات: إما أن يكتبوا بأنهم مسلمون صرب أو مسلمون كروات أو مسلمون دون قومية معلنة. وكانت النتائج كما يلي 72 ألف أعلنوا أنفسهم على أنهم صرب، و25 ألف على أنهم كروات، ولكن سجل 778 ألف على أنهم مسلمون فقط. وأظهر إحصاء السكان لعام 1953 نتائج مماثلة. فيما ظهر في إحصاء السكان لعام 1971 ولأول مرة «مسلم بالمعنى القومي للكلمة».
ولقد أصبح الخلل في النظام الاقتصادي الاشتراكي واضحا بعد وفاة تيتو وتزايدت التوترات القومية. فلقد ارتفع معدل التضخم السنوي في يوغوسلافيا إلى 120% في عام 1987 وإلى 250% في عام 1988. وبلغت ديون يوغوسلافيا الخارجية في نهاية تلك السنة عشرين مليار دولار أمريكي. وازدادت نسبة الفقر بين السكان مما أفسح المجال أمام المتعصبين القوميين في تحريضهم على سياسات الامتعاض والاستياء.
ولقد تجمع في يوم عيد القديس فيد (فيدوفدان) وفي 28 حزيران (يونيو) 1989 مئات الآلاف من الصرب في موقع معركة گازمستان في كوسوفو بولييا قرب بريشتينا عاصمة إقليم كوسوفو كي يحتفلوا بالذكرى المئوية السادسة لمعركة كوسوفو. ولقد خاطب سلوبودان ميلوشڤيتش الحشد قائلا: «وبعد مرور ستة قرون، ها نحن من جديد في معارك ونزاعات، إنها اليوم ليست بمعارك مسلحة، ولكن لا يمكننا أن تستبعد أن تصبح كذلك» فهلل الحشد لذلك.
إن الجدول الصغير للأحزاب السياسية المستقلة الذي بدأ يجري في يوغسلافيا في 1988 تحول إلى طوفان في كانون الثاني (يناير) من عام 1990. فلقد انسحب الشيوعيون السلوفينيون من مؤتمر الحزب الشيوعي اليوغوسلافي، وقامت كل من سلوفينيا وكرواتيا بإجراء التحضيرات لانتخابات متعددة الأحزاب في ربيع عام 1990، وقد انتصر في تلك الانتخابات التي أجريت في سلوفينيا تحالف ليبرالي قومي، فيما فاز في انتخابات كرواتيا «الحزب القومي الجديد» وهو الاتحاد الديموقراطي الكرواتي بزعامة فرانيو توجمان.
أما في انتخابات تشرين الثاني (نوفمبر) عام 1990 في البوسنة والهرسك فقد حصل حزب العمل الديموقراطي المسلم على 86 مقعدا من بين 240 مقعد في الجمعية التشريعية فيما حصل مسلمون آخرون بما فيهم الاتحاد المسلم البوشناقي بزعامة عادل ذوالفقارباشيتش على 13 مقعدا. وحصل الحزب الديموقراطي الصربي بزعامة رادوفان كاراجيتش على 72 مقعد.
ولقد صرح ميلوشيفيتش في بداية عام 1991 بأنه سوف يضم بقوة مناطق من كرواتيا والبوسنة والهرسك إلى صربيا إذا ما حصلت أي محاولة لاستبدال الهيكل الفدرالي ليوغوسلافيا بترتيب آخر أكثر تحررا وذا طابع كونفدرالي. وقامت كل من سلوفينيا وكرواتيا بإعلان استقلالهما في 25 حزيران (يونيو) 1991. وهكذا أصبح من الضروري للبوسنة والهرسك أن تعلن استقلالها أيضا وإلا فإنها ستبقى جزءا ممسوخا في يوغسلافيا وتحت السيطرة الصربية. وفي السادس من نيسان (أبريل) عام 1992 اعترف الاتحاد الأوروبي بالبوسنة والهرسك كدولة مستقلة. ولقد كان ذلك اليوم هو نفس اليوم الذي بدأ فيه العدوان على البلاد.

## حرب البوسنة (1992-1995)
على الرغم من أن الأمم المتحدة قد اعترفت بالبوسنة والهرسك بتاريخ 22 أيار (مايو) 1992 وقبلت عضويتها إلا أن حظر الأسلحة السابق الذي فرض على يوغسلافيا ككل لم يرفع. بل كان الأمر وكأن شيئا لم يكن ولم يتغير. فلقد كان القادة العسكريون الصرب يتفاخرون بأن لديهم أسلحة وذخيرة تكفي لخوض الحرب في البوسنة والهرسك لست أو سبع سنوات قادمة، حيث لن يكون للحذر أي تأثير فعلي على قدرتهم العسكرية. ولكن على العكس منهم كان للحظر تأثير كبير على دفاعات البوسنة، حيث يمكن اعتبار أن حظر الأسلحة بالنسبة للدفاعات البوسنية هو حكم بالإعدام على المدى الطويل.
وسرعان ما ضغطت الحكومتان الأمريكية والألمانية من أجل رفع الحظر، ولكن عارض وزير الخارجية البريطاني دوغلاس هيرد الفكرة بشدة، مدعيا أن ذلك «لن يؤدي إلا إلى إطالة مدة الحرب» فلم يتم رفع حظر الأسلحة، ولكن استمر القتال، وطال أمده إلى نهاية عام 1995. فلقد انتهى القتال في الحادي والعشرين من تشرين الثاني (نوفمبر) من عام 1995 مع توقيع اتفاقية دايتون للسلام، التي تم التوقيع عليها في باريس في 24 من كانون الثاني (يناير) 1995.
وكانت نتيجة الحرب العدوانية تهجير نصف سكان البوسنة من المسلمين، ونهب الممتلكات الخاصة والعامة والأوقاف وحرق وتدمير مئات القرى والمدن، ومقتل 250 ألف مسلم معظمهم من المدنيين من الأطفال والنساء والشيوخ.
من بين حوالي 200000 ألف قتيل وفي فترة العدوان 1992-1995م لقد استشهد أيضا عدد 6 من رئساء الأئمة و61 إماما ومعلم واحد و4 أساتذة وطالب واحد من كلية الدراسات الإسلامية و15 تلميذا من مدرسة غازي خسروبيك ومؤذن واحد و3 خرجي مدرسة غازي خسروبيك و5 أئمة متقاعدين و5 موظفي كانو يعملون في إدارة المشيخة الإسلامية.
لقد استطاعت المشيخة الإسلامية في البوسنة والهرسك بدعم ومساندة أهل الخير من شتى أنحاء العالم الإسلامي بإعادة بناء حوالي 200 مسجد.